# Ford De Luxe
Ford De Luxe – samochód osobowy klasy wyższej produkowany pod amerykańską marką Ford w latach 1937–1940.
W 1937 roku oznaczenie Ford De Luxe (zapisywane przed wojną jako De Luxe Ford) nosił lepiej wykończony model Forda, a model podstawowy określany był po prostu jako Ford, względnie Ford V-8 od używanego silnika. W 1941 roku modelowym De Luxe stał się podstawowym modelem, a lepiej wykończony model oznaczono Super De Luxe. Takie nazewnictwo i hierarchię modeli wznowiono po II wojnie światowej, od modelu 1946 roku. W nowym modelu 1949 roku zachowano oznaczenie DeLuxe dla podstawowego modelu, określanego jednak także po prostu jako Ford, a droższym modelem stał się Custom (od 1950 roku: Custom DeLuxe). Oznaczenie modelu DeLuxe wyszło z użycia z końcem 1951 roku modelowego.

## Galeria

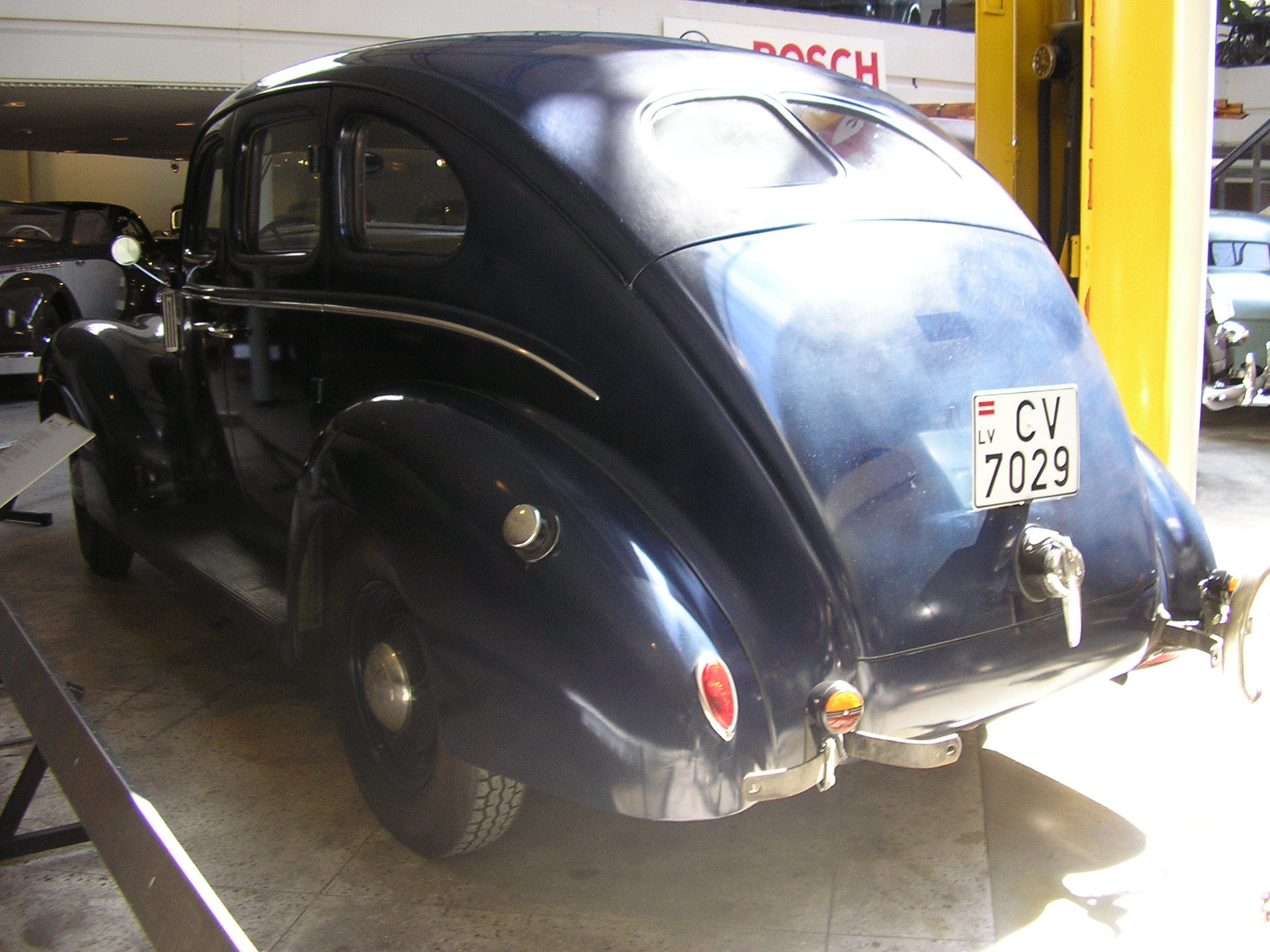
Ford De Luxe
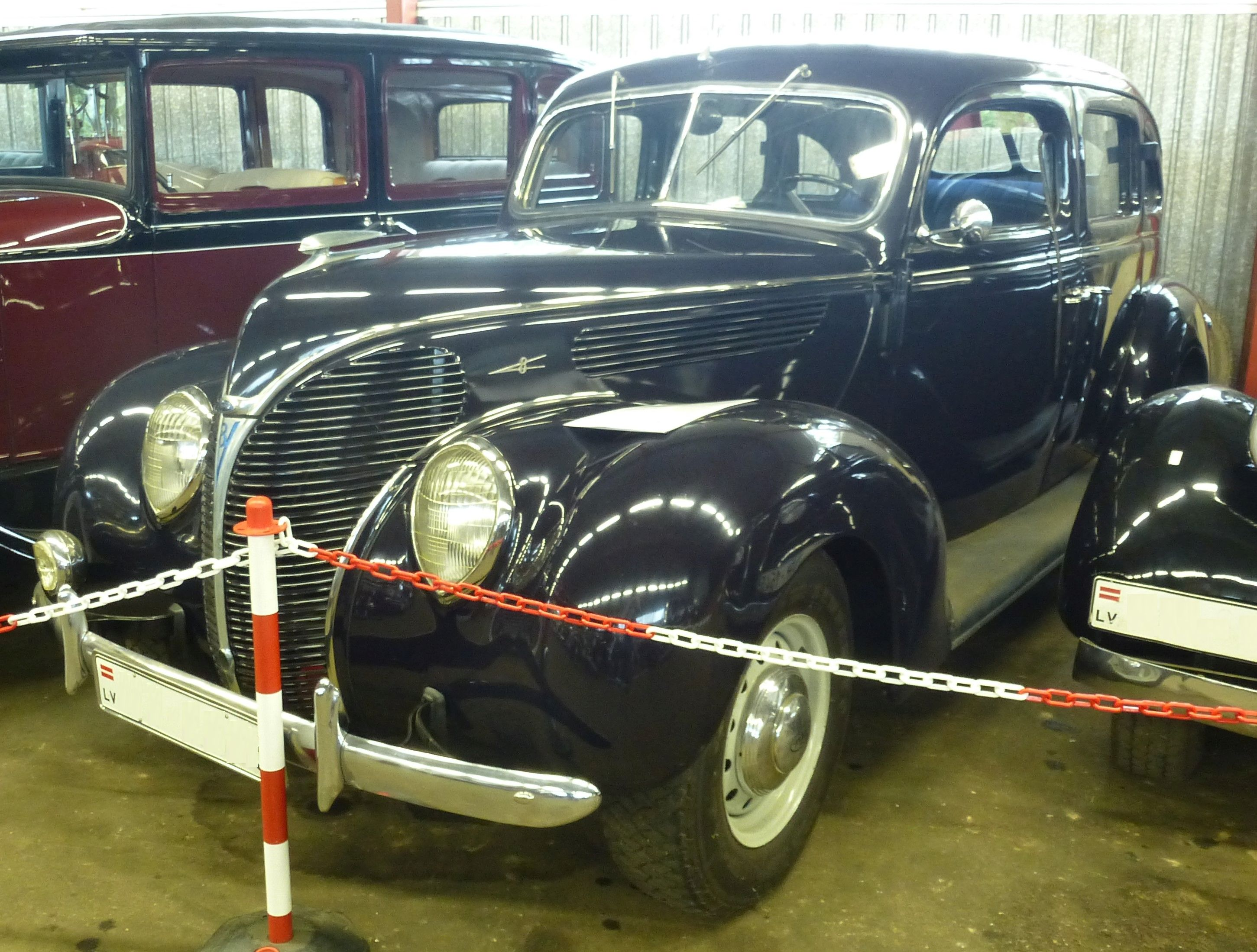
Ford De Luxe